# 阿達扎姆卡河
阿達扎姆卡河（烏克蘭語：Аджамка），是烏克蘭的河流，位於該國中部，屬於因胡尔河的左支流，發源自科哈尼夫卡，流經基洛夫格勒州，河道全長47公里，流域面積288平方公里。